# برنارد هيبتون
برنارد هيبتون (بالإنجليزية: Bernard Hepton)‏ هو مخرج وممثل بريطاني، ولد في 19 أكتوبر 1925 في المملكة المتحدة، وتوفي في 27 يوليو 2018.

## وصلات خارجية
- برنارد هيبتون على موقع IMDb (الإنجليزية)
- برنارد هيبتون على موقع ألو سيني (الفرنسية)
- برنارد هيبتون على موقع أول موفي (الإنجليزية)
- برنارد هيبتون على موقع قاعدة بيانات الأفلام السويدية (السويدية)
- برنارد هيبتون على موقع قاعدة بيانات الفيلم (الإنجليزية)
- برنارد هيبتون على موقع كينوبويسك (الروسية)